# Trewithen House
Trewithen House est une maison de campagne géorgienne à Probus, Cornouailles, Angleterre. La maison palladienne est construite par l'architecte londonien Thomas Edwards en 1723. La maison est classée Grade I sur la liste du patrimoine national d'Angleterre, et ses jardins sont classés Grade II* sur le registre des parcs et jardins historiques.

## Histoire
Le riche propriétaire foncier et avocat Phillip Hawkins achète le domaine en 1715. Il ordonne à l'architecte londonien Thomas Edwards  de construire la maison palladienne en 1723. Il est ensuite révisé par Edwards vers 1738 et par Sir Robert Taylor dans les années 1750-1760.
La maison est construite à partir de pierre de taille de granit, de pierre de taille de Pentewan et de stuc, et présente des toits en ardoise en croupe et des cheminées enduites. Le chambranle central est cintré avec une frise pulvinée et contient une porte centrale à panneaux du XVIIIe siècle avec des fenêtres latérales.
À l'intérieur, la pièce centrale est de la maison est lambrissée de bois de pin, tandis que la pièce centrale sud présente des écrans à arcades et des entablements ioniques de style romain, avec des arabesques rococo ornant le mur de la cheminée. L'escalier principal de Trewithen House est en porte-à-faux et situé dans un puits ouvert semi-circulaire.

## Jardins

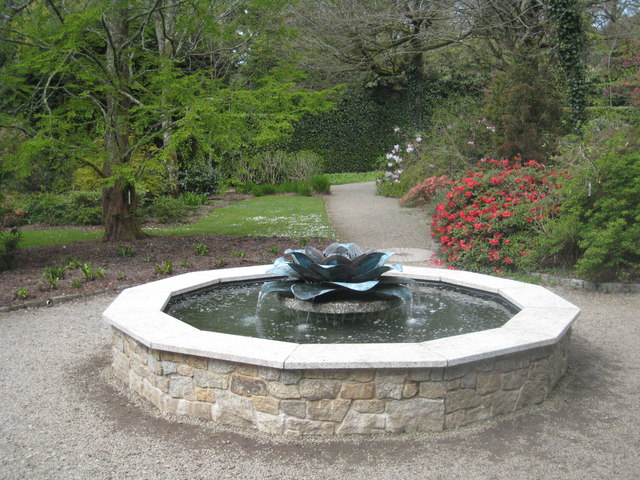
La fontaine aux magnolias

Les jardins de Trewithen Estate sont remarquables, avec une pelouse de 200 mètres de long et des jardins contenant des plantes rares . Les deux pavillons de jardin situés à 15 mètres au nord-est et au nord-ouest de la maison sont classés Grade I.
Les portes d'entrée et les piliers à 500 mètres au nord-est et au nord-ouest de la maison sont classés Grade II, comme les portes avec piliers au nord-est et au nord-ouest de la maison. Les murs du potager attenant à l'aile de service à l'ouest de la maison sont classés Grade II.